# Aracne Editrice
La Aracne è stata una casa editrice italiana fondata da Gioacchino Onorati nel 1993, attiva fino al 2018. Si è occupata prevalentemente di letteratura scientifica, didattica, accademica e di pubblicazione di atti di convegno a volte con le forme dell'editoria a pagamento e su ordinazione.

## Storia
La casa editrice è stata dichiarata fallita dal Tribunale di Roma il 6 aprile 2018. In data 24 aprile 2024 è stata dichiarata la chiusura del fallimento per intervenuta definitività del decreto di omologazione del concordato fallimentare. 

## Pubblicazioni
Pubblicava «Africana», rivista annuale italiana di studi extraeuropei e di geopolitica, «Letterature straniere &», rivista annuale dell'Università degli Studi di Cagliari, e «Lexia», rivista internazionale di semiotica (SCOPUS).
Silvano Tagliagambe era il direttore della collana Filosofia della Scienza, Massimo Arcangeli era direttore della collana Seta, Francesco Forgione era il direttore della collana Antigone, Enrico Costa era direttore della collana Astronomia e Astrofisica, Antonio Lanza era direttore di diverse collane letterarie, Bernard Ardura era co-direttore della collana Arbor Historiae, Gianluigi Rossi era il co-direttore della collana Biblioteca Scientifica Europea e direttore della «Rivista Europea» (scienze politiche e sociali), Claudio D'Amato Guerrieri era il direttore della collana Archinauti, Francesco Moschini era il direttore della collana Progetto/Dettaglio, Maurizio Dardano era il co-direttore della collana Studi linguistici e Storia della lingua italiana, Giuseppe Dalla Torre era direttore della collana Florilegium, Luigi Alici era direttore della collana Percorsi di Etica, Barbara di Castri era direttrice delle collane "Metropoli di carta" e "Bolle di sapone".